# مسجد کرمانی تربت جام
مسجد کرمانی یکی از مسجدهای قدیمی شهر تربت جام در استان خراسان رضوی است. این بنا در سمت چپ ایوان مزار شیخ جام واقع شده‌است که از طریق درگاه واقع در ایوان می‌توان به داخل آن راه یافت. چون سازنده این بنا، استاد مسعود کرمانی بوده‌است، این اثر به نام مسجد کرمانی مشهور شده‌است. به دلیل تخریب کتیبه، تاریخ ساخت دقیق محراب مشخص نیست. به همین جهت در بیشتر منابع تاریخ ساخت این محراب را با حدس و گمان و مربوط به اوایل قرن هشتم هجری دانسته‌اند.
مسجد کرمانی دارای پلان مستطیل شکل، شاهنشینی در وسط هر چهار ضلع و سه حجره (چله‌خانه) دراضلاع شرقی و غربی است و سقف آن با پوشش نیم‌گنبدی و طاق و تویزه آراسته شده که گنبد کوچکی در وسط آن قرار دارد.

## معماری مسجد

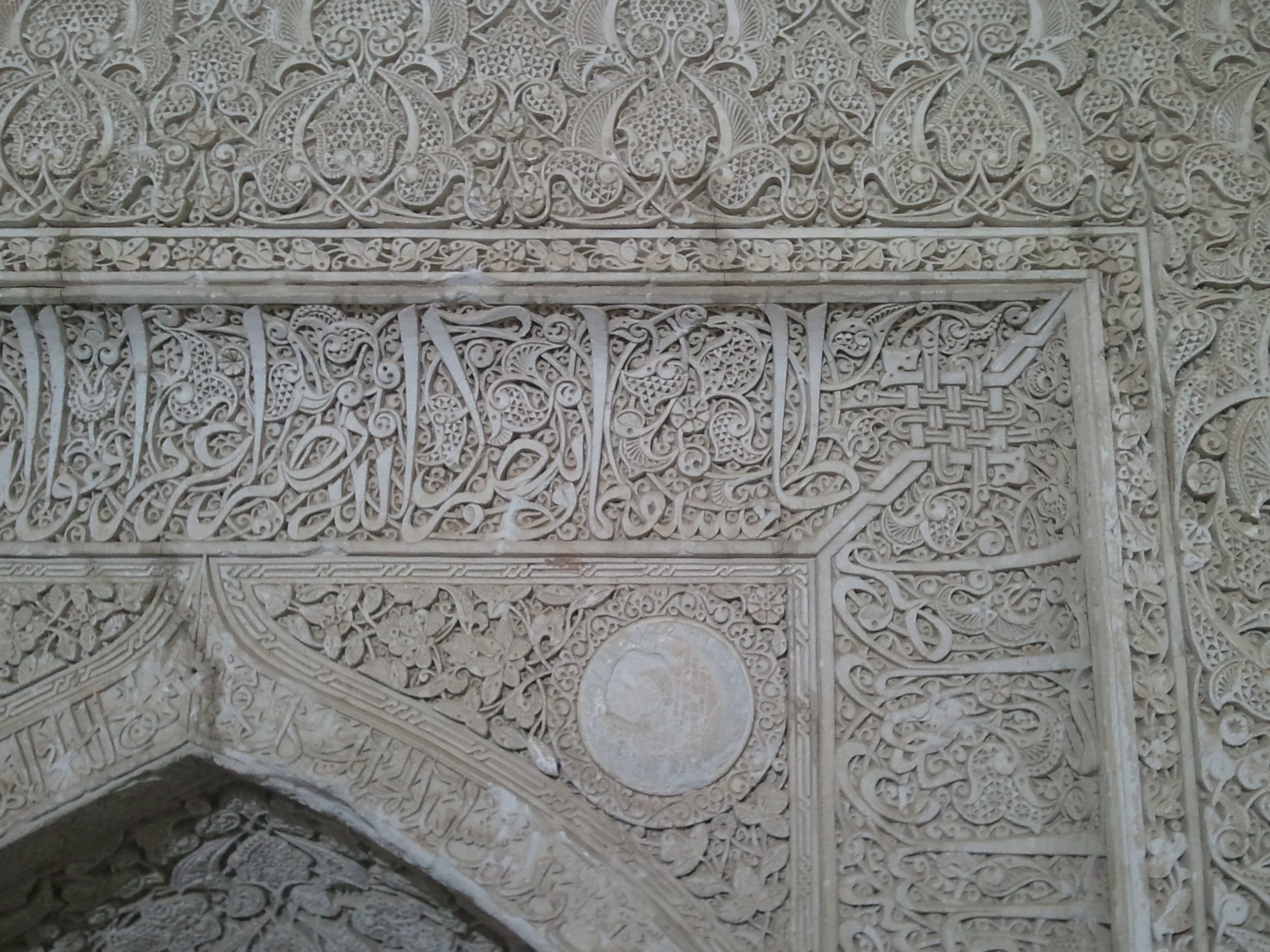
کتیبه کمربندی سوره یاسین در اطراف محراب مسجد کرمانی

مسجد کرمانی با ابعاد ۱۰/۷۰ * ۱۷ متر دارای شاه نشینی در وسط هر ضلع و سه حجره (چله خانی) در اضلاع غربی ـ شرقی است. در شاه‌نشین غربی آن، محراب گچ بری شده پرکار و نفیسی و در مقابل آن، قبری منسوب به استاد کرمانی ـ سازنده محراب ـ قرار دارد. سقف این بنا، شامل پنج قسمت است.

### محراب
در دو طرف محراب مسجد کرمانی این کلمات را به خط نسخ از گچ بریده‌اند: عمل عبدالضعیف النّحیف الرّاجی الی رحمةاللّه‌العزیز خواجو زکی بن محمد بن مسعود کرمانی و تمّ هذاالمحراب بعون الملک الوهاب فی اوائل شهر سبع عشر و سبعمائة. (۷۱۷)
داخل مسجد یک کتیبه کمربندی وجود دارد که سوره «یس» را به خط ثلث و به اسلوب خطوط اوایل قرن هشتم هجری با گچ و به‌طور برجسته نوشته‌اند.
نمای خارجی مسجد کرمانی که رو به صحن اصلی مزار قرار دارد، متشکل از چهار طاق نما و قاب‌های ساده آجری در حد فاصل آن‌هاست. از آن میان، دو طاق‌نمایی که بعد از ایوان قرار گرفته‌اند. دارای مقرنس کاری با اسلوب به کار رفته در داخل بنا هستند و حواشی آن‌ها نیز دارای گچ بری‌هایی نظیر نمونه‌های داخل بناست. در خصوص تاریخ ساخت این بنا نمی‌توان اظهار نظر دقیقی داشت؛ اما احتمال بیش‌تری وجود دارد که این بنا به نیمه دوم قرن هشتم هـ.ق. متعلق باشد.
این محراب در ترکیب کلی از نظر اجزاء شباهت بسیاری به محراب امام زاده ربیعه خاتون در اشتر جان اصفهان دارد که در سال ۷۰۸ هـ.ق. ساخته شده‌است.